# Calcio Caerano
L'Associazione Sportiva Dilettantistica Calcio Caerano, meglio conosciuta semplicemente come Caerano, è la principale società calcistica di Caerano di San Marco (TV). Attualmente milita nel campionato di Eccellenza Veneto. Il simbolo della società, che gioca i match interni allo stadio Comunale di via della Pace, è il Leone di San Marco e i colori sociali sono il bianco ed il rosso.

## Storia

Luigi Capuzzo al Caerano nella stagione 1988-1989

### Le origini
L'Associazione Calcio Caerano nasce nel 1956 con il nome di Società Polisportiva San Marco, inizialmente attiva solo a livello di settore giovanile e poi anche con la Prima Squadra. Tra la fine degli anni Cinquanta e i primi anni Ottanta, il Caerano milita in Terza, Seconda e Prima Categoria. Nel 1983 sale in Promozione prima dell'approdo, nel 1986, nell'allora campionato Interregionale, denominato Serie D a partire dagli anni Novanta. 

### Gli anni della Serie D
Il Caerano disputa 13 campionati consecutivi in Interregionale/Serie D tra le stagioni 1986/1987 e 1998/1999 con al timone la famiglia Danieli ottenendo sempre risultati soddisfacenti e navigando nelle zone alte della classifica. Nel Campionato Interregionale 1988-1989 e nel Campionato Nazionale Dilettanti 1997-1998 sfiora la promozione in Serie C2 classificandosi secondo in entrambe le occasioni. Nelle stagioni 1999-2000 e 2000-2001 il Caerano si fonde con il Montello dando vita all'U.S. Monte, che partecipa al campionato di Eccellenza Veneto. L'esperienza si conclude però con l'unico risultato di provocare la scomparsa delle due società, costrette, per rinascere, a ripartire dalla Terza Categoria.

### Gli anni Duemila e il ritorno in Promozione
Il Calcio Caerano, dopo un'alternanza tra Terza e Seconda Categoria nei primi anni Duemila, centra la promozione in Prima Categoria al termine della stagione 2009/2010 dove staziona per 7 stagioni consecutive. Il campionato 2016/2017 rappresenta un punto di svolta per i colori biancorossi. Dopo un intenso testa a testa per la vetta con il Fontanelle, il Caerano chiude il torneo al secondo posto e si regala lo spareggio playoff. L'avversario è la squadra bellunese del Cavarzano Oltrardo che viene piegata per 3-0 al Comunale di via della Pace. Nell'estate del 2017, il Caerano viene ammesso al campionato di Promozione a completamento dell'organico. La stagione prosegue tra alti e bassi e si conclude con il 15º posto in classifica frutto di 28 punti totalizzati. Ai playout il Caerano è chiamato a sfidare il Conegliano in due gare (andata e ritorno). La partita d'andata al Comunale di via della Pace termina 1-1, quella di ritorno allo stadio Narciso Soldan 0-0 (dopo i tempi supplementari) e il Caerano retrocede a causa del peggior piazzamento in classifica rispetto ai gialloblù.

### La ripartenza dalla Prima Categoria e il nuovo approdo in Promozione
Dopo la retrocessione del 2018 Antonio Pisan, al timone della società da 10 anni, lascia la presidenza del club. Il nuovo numero uno del Calcio Caerano è Luciano Carniello, ex giocatore, allenatore e responsabile del settore giovanile biancorosso. In panchina viene chiamato Simone Pavan e la squadra allestita comincia forte il campionato nel girone G composto da squadre montelliane, dell'alto trevigiano e bellunesi ma, a causa di un calo di prestazioni e risultati nel girone di ritorno, chiuderà al terzo posto senza nemmeno la possibilità di disputare i playoff visto l'enorme distacco accumulato dalla seconda classificata.
Nella stagione 2019/2020 il Caerano viene inserito nel girone F di Prima Categoria con altre squadre trevigiane, vicentine e padovane. Dopo un inizio stentato, i ragazzi di Pavan inanellano una serie di vittorie consecutive che li portano a due punti dalla vetta. Tuttavia nel febbraio 2020, a pochi giorni dallo scontro al vertice con l'Eurocalcio capolista da giocare in casa, il campionato viene interrotto a causa del diffondersi del Coronavirus.
La stagione 2020/2021 riparte nel segno dell'incertezza per via del perdurare dell'emergenza pandemica. Il campionato, comunque, inizia, e il Caerano torna nel girone G di Prima ma dopo poche giornate, con i biancorossi ancora una volta vicinissimi alla vetta, il torneo viene interrotto a causa della recrudescenza del virus e non verrà mai più ripreso.
Per completare gli organici della stagione 2021/2022 si attinge alle classifiche del 2019/2020, ultimo torneo completato per almeno due terzi. Il Caerano è tra le squadre meglio posizionate per il salto di categoria e infatti la società del presidente Luciano Carniello accetta la Promozione, dove torna dopo tre stagioni di assenza.
Nella stagione 2021/2022 i biancorossi vengono inseriti nel girone E del campionato di Promozione con altre squadre trevigiane, bellunesi e veneziane. Fin dall'inizio, la formazione guidata in panchina sempre da Simone Pavan ottiene risultati positivi giocando un buon calcio e potendo contare su una rosa composta da vari elementi di esperienza e alcuni giovani di talento. Il posizionamento finale è il settimo posto, a metà classifica, con 36 punti.
La stagione 2022/2023 vede dunque il Caerano ancora ai nastri di partenza della Promozione, inserito sempre nel girone E e con alla guida in panchina il riconfermato Simone Pavan. I biancorossi chiudono il campionato al quinto posto con 40 punti, conquistando la matematica salvezza con tre turni d'anticipo, ed è straordinario il percorso nel Trofeo Veneto di Promozione che vede il Caerano giungere fino alla semifinale, dove viene eliminato dal Favaro poi vincitore della coppa.
A fine stagione la società saluta l'allenatore Simone Pavan per dare il bentornato a Mirco Da Riva, già tecnico dei biancorossi tra il 2009 e il 2012.
Con Da Riva in panchina il Caerano disputa un campionato tranquillo, centrando la matematica salvezza con una giornata d'anticipo e chiudendo al nono posto a quota 40 punti.
L'allenatore per la stagione 2024/25 è Marco Carretta. 
La scalata verso l'Eccellenza nella stagione 2024/25
La società biancorossa allestisce una rosa competitiva in grado di puntare alle prime posizioni della classifica. Con Marco Carretta in panchina, tecnico navigato di una certa esperienza, e diversi rinforzi soprattutto nel reparto offensivo, la squadra macina gioco e punti nel girone D di Promozione composto da altre squadre trevigiane, veneziane e una bellunese. La formazione biancorossa segna ed è in grado di lottare per il vertice fin da subito. L'eliminazione precoce, nella fase a gironi, dal Trofeo Veneto di Promozione, si dimostrerà ben presto soltanto un episodio perché in campionato è tutta un'altra storia. L'amalgama tra i singoli giocatori cresce di giornata in giornata e viene a costituirsi una lotta a tre per il primato, con Cappella Maggiore Fregona e Fontanelle che si dimostrano avversarie toste ma comunque entrambe battute dal Caerano nel girone d'andata. In quello di ritorno c'è una partenza al rallentatore e alcuni inattesi stop fanno scendere la squadra a 6 punti dalla vetta occupata dal Cappella Maggiore Fregona. La crisi passa, si rivede il vero Caerano che riaggancia in vetta gli avversari. Alla penultima giornata, nello scontro diretto proprio a Cappella Maggiore, i biancorossi si impongono per 1-0 grazie a una rete di Giovanni Cavarzan. Il vantaggio sulla seconda sale così a +3 a 90 minuti dalla conclusione del torneo. Nell'ultima giornata, allo Stadio Comunale di via della Pace di Caerano, è in programma Caerano-Villorba Treviso e basta un punto per conquistare la promozione in Eccellenza. La partita, giocata davanti al pubblico delle grandi occasioni, finisce 1-1, i biancorossi vincono il campionato con 60 punti (+2 sul Fontanelle e +4 sul Cappella Maggiore Fregona) e al triplice fischio dell'arbitro si scatena la festa tra giocatori, staff tecnico, dirigenti e tifosi.    

## Il settore giovanile
Da sempre fiore all'occhiello della società, vanno ricordati alcuni momenti chiave relativi al vivaio biancorosso: risale al 1986 la costituzione, da parte di un gruppo di genitori, del Comitato Minicalcio Biancorosso avente la funzione di curare il tempo libero di bambini e ragazzi del paese, coinvolgendoli in allenamenti, partite e tornei di calcio. Tale comitato rappresentava un settore giovanile collegato a quello della società principale. Esso è rimasto attivo fino ai primi anni Duemila.
Tra i successi più importanti, quello della squadra Allievi nel campionato 1979/80, capace di segnare 168 gol in 30 partite, imitata dalla squadra denominata "De Martino" (corrispondente all'attuale Juniores).
Venendo alla storia più recente, sono da sottolineare le vittorie in campionato degli Allievi nella stagione 2012/13 e quelle dei Giovanissimi Under 15, sia nel 2017/18 che nel 2022/23.
Nella stagione 2022/23, oltre alla Prima Squadra impegnata nel campionato di Promozione, nasce la squadra B del Caerano, chiamata Caerano Under 23, partecipante alla Terza Categoria Treviso e guidata in panchina da mister Maurizio Vanin.
Ogni estate viene organizzato il campus estivo agli impianti di via della Pace per dare modo ai più piccoli di praticare attività sportiva.
Nella primavera 2023 il Caerano diventa ufficialmente una società affiliata al Cittadella.
Nella stagione 2024/25 la Juniores biancorossa partecipa al campionato regionale dove conquista la salvezza, obiettivo dichiarato fin dall'inizio e centrato proprio all'ultima giornata per la soddisfazione di tutta la società. Nella stessa annata, i Giovanissimi, giunti secondi nella stagione regolare, partecipano ai playoff post-season e vincono la finale provinciale.

## Allenatori
- Ezio Glerean
- Gianni Rossi

## Calciatori
- Diego Bonavina
- Marco Borghetto
- Massimo Borgobello
- Luigi Capuzzo
- Luca Gotti
- Andrea Manzo
- Andrea Poggi
- Adolfo Sormani
- Antonio Tessariol

## Statistiche e record

### Partecipazione ai campionati nazionali
| Livello | Categoria                       | Partecipazioni | Debutto   | Ultima stagione | Totale |
| ------- | ------------------------------- | -------------- | --------- | --------------- | ------ |
| 5º      | Campionato Interregionale       | 6              | 1986-1987 | 1991-1992       | 13     |
| 5º      | Campionato Nazionale Dilettanti | 7              | 1992-1993 | 1998-1999       | 13     |